# St. Joseph River (Maumee River)
Der St. Joseph River ist ein rund 160 km langer Nebenfluss des Maumee River in den US-Bundesstaaten Indiana, Ohio und Michigan.
Im Zusammenfluss mit dem St. Marys River bildet er in Fort Wayne den Maumee River, der zum Flusssystem des Sankt-Lorenz-Stroms gehört. Das Einzugsgebiet einschließlich der beiden Quellflüsse und der zahlreichen Nebenflüsse umfasst 2.808 km² (694.000 acres) und erstreckt sich insgesamt über acht Countys. Der St. Joseph River wird im nördlichen Williams County durch den Zusammenfluss des West Branch und des East Branch St. Joseph River gebildet. Er fließt danach generell in südsüdwestlicher Richtung durch die Countys Williams und Defiance in Ohio, sowie durch die Countys DeKalb und Allen in Indiana, bis zur Vereinigung mit dem St. Marys River in der Großstadt Fort Wayne.
Das Einzugsgebiet wird überwiegend landwirtschaftlich genutzt. Annähernd 64 % bestehen aus Ackerland, 15 % sind Viehweiden, 10 % sind Wald oder Feuchtgebiete und die verbleibenden 11 % sind urbanisiert oder werden anderweitig genutzt. Die Topografie des Gebiets variiert zwischen hügeligem Gelände im Norden und der Mitte des Flusslaufs und fast ebenem Terrain im Süden. Der St. Joseph River folgt der Fort Wayne Moräne und hat zahllose niedrige Klippen und Terrassen ausgewaschen.